# 鍋島斉直
鍋島 斉直（なべしま なりなお）は、肥前佐賀藩の第9代藩主。第8代藩主・鍋島治茂の長男。母は側室・福岡氏。正室は池田治道の娘（浄諦院）。側室に石井尚方の娘、石井本昭の娘など。幼名は祥太郎。初名は直懿（なおたか）。

## 経歴
寛政7年（1795年）、将軍・徳川家斉より松平の名字を授けられた。文化2年（1805年）、父・治茂の死により跡を継ぐ。将軍・家斉より偏諱を授けられ、初名の直懿から斉直に改名する。この頃、佐賀藩では1万5000貫の借金があり、財政が破綻寸前となっていた。このため、斉直は財政再建の藩政改革に取りかかることとなった。
斉直が打ち出した改革は行政組織の簡素化、つまり不必要な機関の撤廃による経費節減政策であった。まず、支藩である肥前鹿島藩の廃藩、次に長崎警備の任務の返上であった。特に長崎警備には莫大な費用がかかり、代々の藩主を苦しめていたため、斉直は年寄役の有田権之允に密命を与えて、長崎警備の任務を幕府に内密で熊本藩に引き継いでもらおうと画策したのである。
ところが、この密約が幕府に露見し、有田は切腹した。鹿島廃藩も他の支藩である蓮池藩や小城藩の抵抗にあって失敗する。さらに文化5年（1808年）8月、フランス革命後のオランダの混乱に乗じてイギリス船フェートン号が長崎を襲い、オランダ商館員を拉致して長崎奉行・松平康英を脅迫するフェートン号事件が発生した。佐賀藩が長崎警備の兵員を勝手に大きく減らしていたために、日本側はフェートン号の狼藉になすすべがなく、幕府は佐賀藩の責任を追及し、家老等数人は責任を取って切腹させられ、斉直は11月に100日の閉門を命じられた。歌舞音曲の禁じられた佐賀城下は、正月にもかかわらず静まり返った。文政2年（1819年）には江戸藩邸が焼失した。文政11年（1828年）には死者1万人の大被害を及ぼした台風（シーボルト台風）の襲来で財政はさらに悪化し、借金は13万両に上った。
このため天保元年（1830年）、家督を十七男の斉正（直正）に譲って隠居した。しかし、隠居後も実権を握り、贅沢な私生活を送ったと言われている。天保10年（1839年）、60歳で死去。法名は巍松院殿桂翁道栄大居士。

## 系譜
- 父：鍋島治茂（1745-1805）
- 母：福岡氏
- 正室：幸、姚、美姫、儔子、浄諦院 - 池田治道の次女（1789-1837）
  - 次男：弼太郎 - （1806-1808）
  - 女子：益子、猶姫、珉子、琛子 - 阿部正寧正室後に伊達宗城正室（1808-1866）
  - 六男：業之助 - （1810-1811）
  - 女子：綏姫 -（1812-1817）
  - 十七男：鍋島直正（1815-1871） - 10代藩主
  - 女子：光 - 松平斉斎室（1818-1862）
  - 女子：健姫 -（1822-1823）
  - 二十二男：清兵衛 -（1825-1837）
- 側室：綾川 - 直塚慶利の娘
  - 長男：祥太郎 -（1805-1813）
  - 女子：紹姫 -（1807-1808）
  - 三男：神代賢在（1808-1860） - 神代直珍の養子
  - 四男：禎四郎 -（1809-1818）
  - 七男：宣吉郎 -（1810-1812）
  - 女子：竈姫、祧子、易子 - （1811-1829） 鍋島茂義室
  - 十二男：尋之進 -（1813-1814）
  - 十五男：義之進 -（1814）
  - 十八男：鍋島茂快（1815-1861）
  - 十九男：珍治-（1818-1819）
  - 女子：邦姫 -（1819-1823）- 鍋島直喬婚約
  - 女子：東姫 -（1827）
- 側室：瀧浦 - 辻直侯の娘
  - 五男：鍋島直孝（1809-1860）
  - 九男：亮八郎 - （1811-1813）
  - 十四男：鍋島茂真（1813-1866） - 鍋島茂臣の養子
  - 女子：富姫 -（1815-1816）
- 側室：歌山（中野矩明の娘）
  - 女子：翰姫 -（1809-1819）
  - 八男：睿七郎 - （1811-1813）
  - 十一男：真十郎 - （1812-1813）
- 側室：瀧江 - 倉永氏
  - 女子：繁子 -（1811-1852）久世通熙室
- 側室：於増 - 鍋島直宜の養女、石井尚方の娘
  - 十男：保九郎 - （1812-1813）
  - 十三男：鍋島直永（1813-1855） - 鍋島直彜の養子
  - 女子：豊姫 -（1816-1821）
- 側室：雛邑 - 本島氏
  - 十六男：蓉彩院 - （1814）
  - 女子：區、まち、信姫、勝姫 -（1816-1846）鍋島茂勲正室後に離縁
  - 二十男：岩五郎 - （1818-1820）
  - 女子：光姫、（1820-1831） - 岡部直員婚約
  - 女子：葺姫 - 静（1823-1824）
  - 二十三男：椽三郎 - （1827）
  - 二十五男：栄千代 - （1828-1829）
- 側室：久浦 - 堤氏の養女
  - 二十一男：始三郎 - （1824-1825）
  - 女子：田姫 -（1826-1827）
  - 二十四男：通一郎 - （1827-1828）
  - 二十六男：鍋島茂元（1830-1863）
  - 二十七男：純之助 - （1832-1835）
- 側室：ハル - 三浦氏
  - 女子：於民 - （1830-1860）諫早茂喬正室
- 側室：市 - 石井本昭の娘
  - 二十八男：鍋島直賢（1834-1859） - 鍋島直晴の養子
- 側室：歌崎 - 武富秀興の娘
  - 二十九男：鍋島文武（1839-1895）
- 生母不詳の子女
  - 女子：為 - 多久茂澄正室
- 養子
  - 女子：登（なる） - 三浦誠次正室、 鍋島治茂の十三女